# Zjednoczone Siły Demokratyczne
Zjednoczone Siły Demokratyczne (bułg. Обединени демократични сили, ODS) – koalicja bułgarskich partii demokratycznych skupionych wokół Związku Sił Demokratycznych (ZDS), istniejąca od 1996 do 2009. Następczynią ODS została sformowana na początku 2009 Niebieska Koalicja.

## ODS w wyborach prezydenckich w 1996
Koalicja ODS została utworzona przed wyborami prezydenckimi w 1996 między:
- ZSD,
- Ruchem na rzecz Praw i Wolności,
- koalicją Sojusz Narodowy (bułg. Народен съюз). Koalicja ta istniała od 1994, w jej skład wchodziły
  - Partia Demokratyczna,
  - Bułgarski Ludowy Związek Chłopski - Związek Narodowy (bułg. Български земеделски народен съюз – Народен съюз).

Kandydat ODS na stanowisko prezydenta Bułgarii, Petyr Stojanow, zwyciężył w wyborach przeprowadzonych 2 listopada 1996 i 19 stycznia 1997 objął urząd prezydencki.

## ODS w wyborach do 38.Zgromadzenia Narodowego
Skład ODS przed wyborami do 38. Zgromadzenia Narodowego był następujący:
- ZSD,
- Partia Demokratyczna,
- Bułgarski Ludowy Związek Chłopski,
- Bułgarska Partia Socjaldemokratyczna.

Wybory odbyły się 19 kwietnia 1997 roku i ponownie przyniosły ODS zwycięstwo. Koalicja zdobyła 137 mandatów w 240-osobowym parlamencie, co umożliwiło jej sformowanie większościowego rządu. Na jego czele stanął Iwan Kostow z ZSD.

## ODS w wyborach do 39. Zgromadzenia Narodowego
Przed wyborami do 39. Zgromadzenia Narodowego w skład koalicji ODS weszły następujące partie:
- ZSD,
- koalicja Sojusz Narodowy,
- Bułgarska Partia Socjaldemokratyczna,
- Narodowy DPS (bułg. Национално ДПС) stanowiący odłam Ruchu na rzecz Praw i Wolności.

W wyborach przeprowadzonych 17 czerwca 2001 koalicja zdobyła 18,18% głosów, co pozwoliło jej na wprowadzenie do parlamentu 51 deputowanych. ODS znalazły się w opozycji wobec rządu, na czele którego stanął Symeon II z Narodowego Ruchu „Symeon Drugi”.

## ODS w wyborach prezydenckich w 2001
W wyborach prezydenckich przeprowadzonych w dwóch turach (11 października i 18 października 2001) ODS (w składzie jak w wyborach do 39. Zgromadzenia Narodowego) poparły ubiegającego się o reelekcję Petyra Stojanowa. Stojanow zakwalifikował się z drugim wynikiem do finałowej fazy wyborów, jednak przegrał walkę o urząd z Georgim Pyrwanowem.

## ODS w wyborach do 40. Zgromadzenia Narodowego
W skład koalicji ODS przed wyborami do 40. Zgromadzenia Narodowego weszły:
- ZSD,
- Partia Demokratyczna,
- Ruch Dzień Św. Jerzego (bułg. Движение Гергьовден),
- Bułgarski Ludowy Związek Chłopski,
- Narodowe Stowarzyszenie – Bułgarski Ludowy Związek Chłopski (bułg. Национално сдружение – Български земеделски народен съюз),
- Ruch na rzecz Równoprawnego Modelu Społecznego (bułg. Движение за равноправен обществен модел), reprezentujący interesy mniejszości romskiej.

Wybory, które odbyły się 25 czerwca 2005, zakończyły się porażką ODS, które zdobyły zaledwie 7,7% głosów i wprowadziły do parlamentu 20 deputowanych. Koalicja znalazła się w opozycji wobec gabinetu Sergeja Staniszewa. W listopadzie 2005 z ODS zostały usunięte Partia Demokratyczna (posiadająca troje deputowanych) i Ruch na rzecz Równoprawnego Modelu Społecznego (bez własnych przedstawicieli w parlamencie). Zdaniem lidera koalicji, Petyra Stojanowa, powodem tego kroku była niesubordynacja obu partii i odmienne poglądy na temat polityki ODS.

## ODS w wyborach prezydenckich w 2006
W wyborach prezydenckich w 2006 ODS nie wystawiły własnego kandydata, lecz poparły kandydaturę Nedełczy Beronowa wysuniętą przez Demokratów na rzecz Silnej Bułgarii. Beronow zdobył w pierwszej turze wyborów, przeprowadzonej 22 października, 9,8% głosów i nie zakwalifikował się do rundy finałowej.

## Przewodniczący ODS
- Iwan Kostow (1997–2001)
- Ekaterina Michajłowa (2001–2002)
- Nadeżda Michajłowa (2002–2005)
- Petyr Stojanow (2005–2007)
- Płamen Jurukow (2007–2008)